# هیکی یانسالو
هیکی یانسالو (استونیایی: Heikki Jaansalu؛ زادهٔ ۱۶ مارس ۱۹۵۹) تیرانداز اهل استونی است. وی در بازی‌های المپیک تابستانی ۱۹۹۶ شرکت کرده‌است.